# RoboCop 2 (datorspel)
RoboCop 2 är ett datorspel från 1990 baserat på filmen med samma namn. Spelet släpptes för flera plattformar, inklusive Amiga, Amstrad GX4000, Atari ST, Commodore 64, Game Boy, NES och ZX Spectrum. Ocean Software utvecklade och publicerade flera versioner, och Data East tillverkade en arkadversion.

## Mottagande
Datormagazin ansåg att Amigaversionen av spelet hade grymt bra grafik och detsamma gällde ljudet, även om det mest bestod av explosioner, och spelet fick 9/10 i betyg. C64-versionen fick 70% i betyg.